# Zwartzusters van Diksmuide
De zwartzusters van Diksmuide was een kloostergemeenschap die van 1479 tot 2008 in de Vlaamse stad Diksmuide gevestigd was.

## Geschiedenis
Uit het Brugse klooster van Bethel kwamen in 1479 vier zwartzusters-augustinessen (Anna, Catharina, Cornelia en Ludovica) naar Diksmuide.  Het waren de eerste zwartzusters die op vraag van de Diksmuidse overheid het moederklooster verlieten om de inwoners van het door de pest geteisterde Diksmuide bij te staan. Ook in de zestiende eeuw waren de zwartzusters actief in Diksmuide om de pest te voorkomen en te bestrijden. De overeenkomst tussen het stadsbestuur werd in 1479 opgetekend in een bindend contract.
Aan de zusters was het Sint-Andrieshuis gegeven, een kloostertje op de Paaphoek dat in de decennia daarvoor reeds bewoond werd door alexianen of cellezusters. In 1516 werd er door de zwartzusters een nieuwe kapel gebouwd. De godsdienstschermutselingen die de Nederlanden in de 16de eeuw kenden, doorstonden de Diksmuidse zwartzusters behoorlijk goed daar ze een beschermbrief van Willem van Oranje kregen. In 1577 brandde het klooster af, vermoedelijk doordat het opgeslagen hooi en stro in de schuur van het klooster vuur vatte. 
In de 17de eeuw werd het takenpakket van de Diksmuidse zwartzusters uitgebreid: ze bakten hosties, ze herstelden het kerktextiel, onderhielden de kerk, et cetera. Hun bezigheden in verband met de pest bleven eveneens doorgaan tot 1697, toen Diksmuide voor de laatste keer door de pest geteisterd werd. Het aantal zwartzusters in Diksmuide groeide; volgens een visitatieverslag van bisschop Rattabon waren er 17 kloosterlingen. In 1682 vertrokken enkele zusters om een klooster op te richten in Duinkerke.
In de 18de eeuw kenden de zwartzusters een moeilijke periode: het klooster ontving dreigbrieven waarin men met afbranden van het klooster dreigde, met het stadsbestuur van Diksmuide rezen soms conflicten en de politiek van de Oostenrijkse vorsten was streng voor de kloosters. Toen kwam de Franse Revolutie. In 1796 werd beslist dat de congregaties moesten verdwijnen. De zwartzusters bleven bestaan, daar ze een caritatieve instelling waren, maar moesten hun habijt neerleggen en hun klooster verkopen. In 1812 richtten ze twee huizen op de Appelmarkt (nu: Vismarkt) in als hun nieuwe klooster. In 1830 waren er opnieuw 16 zwartzusters in Diksmuide. In 1867 konden de zusters hun verzorgende taak voortzetten als ‘hospitalières des soeurs noirs à Dixmude’. 
Tijdens de Eerste Wereldoorlog werden de zusters genoodzaakt hun klooster te verlaten. Hun gebouwen werden geplunderd en vernield maar werden na de oorlog opnieuw opgebouwd. De zwartzusters hielpen in een naburig bejaardenhuis en ziekenhuis en richtten in 1938 hun eigen materniteit op bij het klooster. Toen Diksmuide in 1940 gebombardeerd werd, trof een bom het klooster en de materniteit. Maar hetzelfde jaar nog werd de materniteit voor de eerste maal uitgebreid. De tweede uitbreiding kwam er in 1951. De kraamafdeling verwierf een goede naam, maar moest toch de deuren sluiten in 1974. De zwartzusters hadden toen al een polikliniek opgericht. In 1954 kwam er een fusie tot stand met het moederklooster Bethel. 
In 2007 werd beslist om het kloosterpand een andere bestemming te geven, en op 21 januari 2008 verlieten de laatste drie Diksmuidse zwartzusters hun klooster.